# Norwalk, California
Norwalk este un oraș din California, SUA. Se află la o altitudine de 92 picioare deasupra nivelului mării. Are o suprafață de 25,246825 km². Populația este de 102.773 locuitori, determinată în 1 aprilie 2020, prin recensământ.